# Красноградский переулок
Красногра́дский переулок — переулок в Адмиралтейском районе Санкт-Петербурга. Проходит от Вознесенского проспекта до набережной канала Грибоедова.

## История названия
С 1801 года называется Глухой переулок. С 1821 года дано название Вознесенский переулок, по Вознесенскому проспекту.
Современное название Красноградский переулок дано 15 декабря 1952 года, по городу Краснограду Харьковской области Украины, в ряду других проездов, названных в память об освобождении советских городов в годы Великой Отечественной войны.

## История
Переулок возник в начале XIX века.

## Достопримечательности
- Дом № 6 (Большая Подьяческая улица, 8) — дом К. И. Шредера (А. К. Рейнберг). Здание было построено в конце XVIII — начале XIX века, перестроено в 1864 по проекту архитектора В. И. Шауба. В 1896—1897 гг. по проекту арх. А. Я. Рейнберга прошли перестройка корпуса по переулку и строительство корпуса по улице[2].

## В массовой культуре
Красноградский переулок упоминается в эпизоде фильма «Золотой глаз», где по адресу «Красноградский переулок, дом 14» находился магазин «Компьютерный мир».